# 8116 Jeanperrin
8116 Jeanperrin è un asteroide della fascia principale. Scoperto nel 1996, presenta un'orbita caratterizzata da un semiasse maggiore pari a 2,2496208 UA e da un'eccentricità di 0,1591419, inclinata di 5,43351° rispetto all'eclittica.
Dall'11 febbraio all'11 aprile 1998, quando 8268 Goerdeler ricevette la denominazione ufficiale, è stato l'asteroide denominato con il più alto numero ordinale. Prima della sua denominazione, il primato era di 7968 Elst-Pizarro.
L'asteroide è dedicato al fisico francese Jean Baptiste Perrin.